# Kabhi Kabhie
Kabhie Kabhie (italiano: Un giorno...) è un film indiano del 1976 diretto e prodotto da Yash Chopra. Si tratta della seconda opera di Chopra con Amitabh Bachchan e Shashi Kapoor nei ruoli principali, dopo Deewar ed è particolarmente nota per la colonna sonora composta da Khayyam, che vinse il Filmfare Award per la migliore colonna sonora, il paroliere Sahir Ludhianvi per il miglior testo musicale per il brano Kabhi Kabhie Mere Dil Mein, canzone interpretata Mukesh, che a sua volta vinse il Filmfare come miglior cantante in playback. Il film è stato l'ottavo miglior incasso dell'anno in India.